# Arawelo
Arawelo, Arraweelo o Caroweelo (somalo: Boqorad Carraweelo), è una leggendaria sovrana proto-somala del folclore africano.

## Leggenda
I racconti tradizionali collocano Arawelo nelle terre abitate dal clan Habr Je'lo, in particolare in un luogo chiamato Murihi, situato nella regione di Sanag, nel nord della Somalia. Tuttavia, non esistono prove storiche attendibili della sua reale esistenza. 
Uno dei primi ricercatori occidentali a documentare la leggenda di Arawelo, come resoconto dei racconti esistenti sulla regina, fu Ralph E. Drake-Brockman. Nel suo libro del 1912, British Somaliland, scrisse:
Diverse narrazioni semi-biografiche attribuiscono alla regina alcuni dettagli personali: si dice che fosse la primogenita di tre figlie e l'erede naturale della dinastia materna. Sua madre, secondo la tradizione, si chiamava Haramaanyo, mentre non viene menzionato il padre.

### Il governo di Arawelo e il matriarcato
Arawelo viene descritta come una donna impegnata ad affermare le prerogative del proprio sesso e a promuovere una società fondata sul matriarcato. Si racconta che sotto il suo regno fosse comune che gli uomini venissero torturati ai testicoli come forma di punizione, anche con pene che prevedevano l'impiccagione per i genitali, e che molti, se non tutti i prigionieri maschi dell'epoca venissero castrati. In alcune versioni viene ritenuta responsabile di aver introdotto la pratica dell'infibulazione.
Secondo la leggenda, Arawelo impose la castrazione anche ai suoi stessi figli. Sua figlia, dopo aver dato alla luce un bambino, si sarebbe ribellata al volere della madre e sarebbe fuggita con il figlio per impedirne la mutilazione. Anche il marito della regina si sarebbe allontanato da lei per evitare la stessa sorte.

### Morte di Arawelo
La fine del regno di Arawelo sarebbe avvenuta per mano del suo giovane nipote che la uccise con una lancia. Egli avrebbe poi legato il suo alla coda di un cavallo (o di un cammello), trascinandolo per tutto il paese, mentre la popolazione maschile, durante il passaggio, infieriva sul cadavere lapidandolo. Secondo la tradizione, nei luoghi in cui il suo corpo si dissolse sarebbero apparsi monti o tumuli di pietre.

## Interpretazioni
Nel corso del XX secolo alcune interpretazioni hanno riletto la figura di Arawelo in chiave positiva, vedendola come l'archetipo di un'antica società matriarcale somala.
Nel saggio A role model for Somali Women, presentato da Ladan Aff alla Conferenza di pace somala di Parigi del 1995, Arawelo viene raffigurata come un'eroina e un modello per le donne somale. Secondo questa versione, in gioventù la futura regina avrebbe assistito a numerose guerre fratricide e, constatando l'incapacità del consiglio degli anziani di porvi rimedio, avrebbe ritenuto gli uomini inadatti al governo. Di conseguenza, si sarebbe impegnata a promuovere una leadership femminile, sostituendo gli uomini con le donne, ritenute migliori e capaci di prendere decisioni per il bene della comunità. Dopo essersi scontrata con il marito che voleva relegare le donne al solo ruolo domestico, Arawelo avrebbe organizzato uno sciopero femminile e, grazie alla mobilitazione delle donne, sarebbe salita al potere, garantendo anni di pace e di prosperità.
Anche lo scrittore somalo Nuruddin Farah menziona l'interpretazione femminista della leggenda di Arawelo (chiamata Carraweelo) nel suo romanzo Secrets, dove il narratore, Kalaman, la descrive come "la regina il cui regno può essere fatto risalire all’epoca in cui l’ordine sociale maschile nell’antica Somalia sostituì la tradizione matriarcale".
Tuttavia, in tutte le versioni della leggenda, Arawelo è caratterizzata da tratti ricorrenti: la crudeltà esercitata attraverso la castrazione, un comportamento considerato virile (in battaglia e nelle abilità equestri) e l’uso di stratagemmi per eliminare i propri oppositori.
La storia di Arawelo è spesso letta come un simbolo della ribellione femminile contro la discriminazione di genere, ma al tempo stesso contiene elementi di resistenza maschile. In ogni variante della leggenda, la regina viene uccisa dal nipote per vendicare le mutilazioni subite dagli uomini.
Alcune versioni motivano le castrazioni ordinate da Arawelo come una vendetta per le violenze subite in gioventù, sia a livello personale (uno stupro), sia come reazione alle condizioni generali delle donne nella società dell’epoca, spesso vittime di violenza domestica.
Queste narrazioni contrastanti hanno portato a interpretazioni divergenti: alcune femministe sostengono che i racconti sulla crudeltà della regina siano frutto di una distorsione maschile, mentre altri studi sulle origini storiche della leggenda ipotizzano che Arawelo possa essere ispirata a una figura storica, come la regina abissina Gudit (o Yodit), famosa per la sua violenza e per i suoi tentativi di sradicare il cristianesimo.

## Nella cultura di massa
La storia di Caroweelo è nota agli Oromo, agli Afar, ai Sidama e ai Darasa.
Diversi autori ne hanno narrato la leggenda, tra cui Margaret Laurence in A Tree for Poverty (1954) e Omar Osman Rabeh in Le Cercle et la spirale (1984). Farah M. Mohamed ha pubblicato un racconto su di lei nel 2014. Arawelo è presente nel libro di Jason Porath Rejected Princesses.
Nel 2017 la cantante somalo-canadese Cold Specks ha pubblicato il singolo Fool's Paradise, una canzone sulla regina Arawelo ispirata alla canzone di Khadra Dahir Cige su Arawelo, da lei ascoltava quando era piccola.
Araweelo Abroad è il nome di un sito web intitolato alla leggendaria regina,  creato da due somale come punto di riferimento per le donne della diaspora somala.